# 대니 시투
대니 시투(Daniel Olusola Shittu 1980년 9월 2일 ~ )는 나이지리아 국적의 전 축구 선수이며, 키는 191cm이다. 포지션은 수비수이다.